# Microurania
Microurania és un gènere extint de mamífers eutriconodonts de la família dels microurànids (Microuranidae) i la superfamília dels microuranioïdeus (Microuranioidea) que visqueren durant el Permià mitjà (fa entre 252 i 265 milions d'anys) en allò que avui en dia és el límit entre Àsia i Europa. Se n'han trobat restes fòssils a la província russa d'Orenburg. Tenien el crani menut i les dents postcanines semblants a les dels ftinosaures, és a dir, amb forma de fulla, dotades de denticles bastos a les dues vores i amb una cresta al mig del marge interior.